# Charles-Andreas Brym
Charles-Andreas Brym (Colombes, 8 de agosto de 1998) es un futbolista francés, nacionalizado canadiense, que juega en la demarcación de delantero para el NAC Breda de la Eredivisie.

## Selección nacional
Tras jugar con la selección de fútbol sub-23 de Canadá, finalmente el 7 de enero de 2020 debutó con la selección absoluta en un encuentro amistoso contra Barbados que finalizó con un resultado de 4-1 a favor del combinado canadiense tras el gol de Armando Lashley para Barbados, y de Tosaint Ricketts, Jonathan Osorio, Tesho Akindele y de Theo Bair para el combinado canadiense.

### Goles internacionales
| # | Fecha               | Estadio                                             | Oponente | Gol | Resultado | Competición |
| - | ------------------- | --------------------------------------------------- | -------- | --- | --------- | ----------- |
| 1 | 10 de enero de 2020 | Championship Soccer Stadium, Irvine, Estados Unidos | Barbados | 1-0 | 4-1       | Amistoso    |

## Clubes
| Club                     | País         | Año       | Partidos | Goles |
| ------------------------ | ------------ | --------- | -------- | ----- |
| Lille O. S. C. II        | Francia      | 2018-2019 | 25       | 11    |
| Belenenses SAD (cedido)  | Portugal     | 2019-2020 | 1        | 0     |
| Lille O. S. C. II        | Francia      | 2020      | 5        | 1     |
| RE Mouscron (cedido)     | Bélgica      | 2020-2021 | 8        | 0     |
| F. C. Eindhoven          | Países Bajos | 2021-2022 | 31       | 9     |
| Sparta de Róterdam       | Países Bajos | 2022      | 2        | 0     |
| F. C. Eindhoven (cedido) | Países Bajos | 2022-2023 | 33       | 12    |
| Sparta de Róterdam       | Países Bajos | 2023-2025 | 47       | 8     |
| Almere City F. C.        | Países Bajos | 2025      | 17       | 3     |
| NAC Breda                | Países Bajos | 2025-     |          |       |